# Сортировка отходов в России
Сортировка  некоторых категорий отходов существовала ещё в СССР, где массово отсортировывались и вторично перерабатывались металлолом, макулатура и стекло. В сбор и сдачу вторсырья активно вовлекались школьники, а для стимулирования населения была введена система денежного вознаграждения за сданные отходы. Стеклянные бутылки после промывки использовались заново, битое стекло перерабатывалось, равно как макулатура и металлолом. 
В конце 1980-х годов в СССР действовало около 6 тысяч приёмных пунктов по заготовке и переработке вторичного сырья. 
В 1990-е годы эта система перестала функционировать.
Первые попытки внедрения современной системы сортировки отходов в России стали предприниматься в 2000-е годы. В основном сортировкой отходов занимались частные компании при поддержке экологических организаций и позже реализовывали собранные отходы спецпредприятиям по переработке. В 2002 году движение «Гринпис» провело эксперимент по вводу в Санкт-Петербурге централизованной сортировки отходов, но в итоге он оказался неудачным из-за недостаточной осведомлённости населения. С 2004 года финская компания Lassila & Tikanoja занялась установкой систем раздельного сбора и переработки отходов в городах Московской области (первым городом была Дубна). В Москве и Санкт-Петербурге к концу 2000-х появились пункты приёма опасных отходов (батарейки, ртутные лампы и т. д.).
Позже разделение отходов начало приходить и в другие регионы России.
В 2009 году в Воронежской области организацией и пропагандированием разделения отходов занялась компания «Картон Черноземье».
В начале 2010-х эксперименты по разделению отходов проводились в Кирове, Перми, Северодвинске, Улан-Удэ. Однако из-за отсутствия должного информирования населения качество разделения отходов оставалось достаточно низким.
В 2010 году в Санкт-Петербурге, при поддержке городского комитета по природопользованию и охране окружающей среды, была организована система сбора у населения опасных отходов, принимаемых на мобильных пунктах приёма — «Экомобилях». В 2012 году аналогичный проект заработал в Новосибирской области. В 2011 году в Петербурге было основано общественное движение «РазДельный сбор», волонтёры которого стали проводить акции по приёму у населения перерабатываемых отходов. С 2014 года движение стало действовать в Москве и Подмосковье. Участие в организации разделения отходов в России стал принимать и крупный бизнес. В 2014—2015 годах в сети магазинов электроники «Media Markt» действовали пункты сбора батареек, впоследствии закрытые. В 2014 году контейнеры для батареек были установлены в гипермаркетах петербургской сети «Карусель», а в 2018 году проект по сбору батареек в российских гипермаркетах запустили компании «МегаполисРесурс» и «Duracell». В 2014 году Российские железные дороги провели пилотный проект по раздельному сбору отходов на железнодорожных вокзалах России: контейнеры тогда были установлены на Ленинградском вокзале в Москве, а также на вокзалах в Новокузнецке, Красноярске и Абакане. В 2019 году РЖД заявили о планах внедрения раздельного сбора в поездах.
Баки для сбора стекла и пластика, Москва, 2020 год
В России во второй половине 2010-х годов началась реформа обращения с отходами, которая предполагает поэтапное внедрение раздельного сбора отходов и повышение уровня его переработки. Ряд специалистов и чиновников считает, что опыт развитых стран позволит внедрить в России систему сбора отходов гораздо быстрее, чем это смогли сделать в своё время Германия и Япония.
В 2020 году компания Azimut Hotels заявила, что вводит практику раздельного сбора отходов в своей сети отелей. Суть заключается в том, что гигиенические принадлежности и аксессуары в номерах будут заменены на более экологичные и пригодные для переработки варианты из альтернативных материалов. Расчески, рожки для обуви, крышки от флаконов и прочие будут выполнены с использованием вторичного пластика, а сами флаконы — из первичного термопластика (полностью пригоден для повторного использования в производстве). Использованные ёмкости от гигиенических средств в дальнейшем будут направлены на досортировку и переработку. Проект реализовывается мощностями нефтехимической компании «Сибур», ГК «ЭкоТехнологии» и другими операторами по вывозу и утилизации отходов.
В середине 2010-х годов в ряде городов России стали устанавливаться пункты по централизованному раздельному сбору мусора у населения. По состоянию на весну 2017 года, Результаты исследования показали, что из 73,7 млн человек, живущих в 160 российских городах с населением от 100 тыс. человек, доступ к инфраструктуре раздельного сбора имеют лишь 6,8 млн (9,2 %) горожан. Лидерами по доступности раздельного сбора мусора в России были Саранск, Мытищи, Оренбург, Волжский, Мурманск, Новосибирск, Благовещенск, Ноябрьск, Пермь и Северодвинск. В 2019 году российская картографическая компания «2ГИС» систематизировала информацию о пунктах раздельного сбора мусора в городах России и отметила их на своих картах. На данный момент разделением отходов занимается порядка 8 % россиян. При этом, по данным социологических исследований, до 80 % населения приветствуют раздельный сбор и готовы на него перейти, реализации мешает лишь неразвитость инфраструктуры.
В городе-лидере по разделению отходов — Саранске — на 2019 года сортируют 16 % ТКО, что не является пределом. Для примера, московский бытовой мусор состоит из пищевых отходов на 22 %, бумаги и картона — 17 %, стекла — 16 %, пластика — 13 %, отсева (ветки, листья и т. п.) — 10 %, текстиля — 3 %, строительных отходов — 3 %, чёрного и цветного металлолома — 2 %, кожи и резины — 1 %, прочего — 13 %.
Государственная политика, связанная с разделением отходов, в России длительное время отсутствовала. С 2017 года в России стартовала реформа обращения с отходами производства и потребления, основой которой стал федеральный закон № 89 «Об отходах производства и потребления», принятый ещё в 1998 году, и претерпевший значительные изменения в 2017—2019 годах. Реформа вводит поэтапный запрет на захоронение некоторых видов отходов на полигонах: с 2018 года запрещено захоронение чёрных и цветных металлов и отходов, содержащих ртуть; с 2019 года — картона и бумажной упаковки, покрышек, полиэтилена, стекла и стеклянной тары; с 2021 года будет запрещено захоронение компьютерной и оргтехники, бытовых приборов и аккумуляторов.
В 2018 году решением президиума Совета при Президенте Российской Федерации был утверждён нацпроект «Экология», который включает 11 подразделов, регулирующих работу по улучшению экологической обстановки в России, в том числе — создание комплексов по переработке опасных отходов. На реализацию проекта планировалось направить более 4 трлн рублей. Так, в качестве эксперимента, в Ижевске установили 100 экотумб, для раздельного сбора батареек, ламп, градусников и т. д., которые отправят на переработку. За год такие контейнеры собирали около 5-ти тонн опасных отходов. Деятельность по сортировке бытовых отходов уже применяется на практике, например, в Удмуртии, Калужской и Нижегородской области, где с августа 2019 года начался первый этап перехода на раздельный сбор отходов, а с января 2020 года планировалось, что раздельный сбор ТКО будет осуществляться в отношении пластика, бумаги, стекла, металла и текстиля. Проект поддержали Минприроды, Российский Футбольный Союз, «Сибур» и другие. Так на всех турнирах под эгидой РФС, будет организован раздельный сбор пластиковых бутылок с целью дальнейшей их переработки и реализованы принципы эффективного управления отходами на спортивных аренах.
К середине 2020-х годов планируется наладить во всей стране систему разделения отходов и переработки вторичного сырья. При этом предполагается стимулировать население к разделению через снижение тарифов на вывоз отходов для разделяющих его, а позднее ввести систему штрафов за нарушение разделения. Первый этап данной инициативы стартовал в Московском регионе. Инициатива распространяется на жильцов многоквартирных домов, магазинов, ресторанов и других объектов торговли и инфраструктуры. Других регионам также было поручено вводить раздельный сбор отходов по примеру Москвы. Однако, по опросам ВЦИОМ, готовы к новой практике только менее половины россиян.